# Gábor Nagy (Schauspieler)
Gábor Nagy (* 25. Mai 1949 in Budapest) ist ein ungarischer Schauspieler.

## Leben
Gábor Nagy absolvierte eine Ausbildung zum Schauspieler an der Hochschule für Theater- und Filmkunst in Budapest. Danach war er zunächst am Vígszínház tätig, ab 1980 am Szigligeti Színház in Szolnok, ab 1985 am Thália Színház in Budapest und seit 2017 am Petőfi Színház in Sopron.
Weiterhin war Nagy von 1969 bis 2002 in verschiedenen Kino- und Fernsehproduktionen zu sehen, die teils auch auf Deutsch synchronisiert wurden, wie etwa 1983 Der Salzprinz.

## Filmografie (Auswahl)
- 1969: Preludiu (Kurzfilm)
- 1972: Meine 32 Namen (Harminckét nevem volt)
- 1972: Die schwarze Stadt (A fekete város)
- 1972: Prinz Bob (Bob herceg)
- 1973: Palko schlägt sich durch (Csínom Palkó)
- 1973: Liebe ohne Lüge; aka Freier Atem (Szabad lélegzet)
- 1975: Frau Dery, wohin gehen Sie? (Déryné, hol van?)
- 1975: Schülerrevolte (Zendül az osztály)
- 1975: Sein Auftrag hieß: Mord (Kopjások)
- 1976: Das fünfte Siegel (Az ötödik pecsét)
- 1977: Defekt
- 1977: Faxen (Teketória)
- 1977: Sternenauge (A csillagszemű)
- 1977: Verlockung (Kísértés)
- 1978: Dora meldet... (Dóra jelenti)
- 1981: Der Feenprinz (Tündér Lala)
- 1983: Der Salzprinz (Sůl nad zlato)
- 1985: Mata Hari
- 1997: Deathline